# Дом трудолюбия (Таганрог)
Дом трудолюбия — здание, построенное в Таганроге по переулку Гоголевскому, 114 в конце XIX века. Дом сохранился до XXI столетия, однако поменял своё предназначение и сейчас там находится жилой дом.

## История

### Владелец дома
Яков Соломонович Поляков родился в 1832 году в еврейской семье, стал известным банкиром, предпринимателем и учредителем Азовско-Донского коммерческого банка. История сохранила упоминания о двух его братьях: один из них, Самуил Соломонович был подрядчиком нескольких железных дорог, второй — Лазарь Соломонович основал Московский земской банк.

### Основание Дома трудолюбия
В Таганроге Яков Поляков жил с 1868 года, и многое сделал для города. Он успел открыть свой торговый дом, основать конный завод и контору буксирного пароходства. Много времени уделял благотворительности — подтверждением этого факта служит открытие Яковом Поляковым в 1898 году в городе «Дома трудолюбия». Это строение сохранилось до наших времён — сейчас в переулке Гоголевском,114 располагается жилой дом.
В XIX веке на территории Российской империи дома трудолюбия получили своё распространение. Их учредители хотели помочь нуждающимся, не давая им подаяние, а обеспечивая работой, которая бы позволяла человеку самому заработать себе деньги на жизнь. Иногда подобное название было уместным и для образовательных учреждений. В то время профессиональное обучение дети из еврейских семей могли получать в ремесленных училищах. Они существовали на средства, которые выделяли разные еврейские общества и частные лица. Яков Поляков основал в Таганроге как раз учебное заведение.
Училище имело свой земельный участок достаточно больших размеров и амбулаторию. Имущество учебного заведения оценивалось в 20 тысяч рублей. На содержание учащихся Яков Поляков тратил ежегодно примерно 2000 рублей. Учитывая заслуги этого человека, ему присвоили титул потомственного дворянина и наградили чином тайного советника, а также удостоив его многими орденами. Яков Поляков, благодаря которому в Таганроге появился Дом трудолюбия, умер в 1909 году.